# Alte Schule in Ahlsdorf
Alte Schule in Ahlsdorf este o arie protejată (arie specială de conservare — SAC, sit de importanță comunitară — SCI) din Germania întinsă pe o suprafață de 0,01 ha, integral pe uscat.

## Localizare
Centrul sitului Alte Schule in Ahlsdorf este situat la coordonatele 51°32′38″N 11°28′04″E / 51.5439°N 11.4678°E.

## Înființare
Situl Alte Schule in Ahlsdorf a fost declarat sit de importanță comunitară în martie 2004 pentru a proteja 1 specie de animale. Situl a fost protejat și ca arie specială de conservare în aprilie 2014.

## Biodiversitate
Situată în ecoregiunea continentală, aria protejată nu include niciun habitat protejat.
La baza desemnării sitului se află o specie protejată de  mamifere: liliac comun (Myotis myotis)